# Jenő Zádor
Jenő Zádor (hongarès: Zádor Jenő)  (Bátaszék, 5 de novembre de 1894 - Hollywood, 4 d'abril de 1977) fou un compositor hongarès nord-americà.
Va estudiar a l'Acadèmia de Música de Viena i a Leipzig amb Max Reger. Va ensenyar des del 1921 al nou conservatori de Viena i més tard a l'Acadèmia de Música de Budapest. El 1939 va emigrar als Estats Units, on aviat va trobar feina al departament de música de Metro-Goldwyn-Mayer (MGM). Va compondre (de manera anònima) música per a diverses partitures de pel·lícules, però va considerar la seva obra cinematogràfica com un simple suport a la seva pròpia activitat creativa. Per aquest motiu va preferir treballar a casa per a l'orquestració de la música d'altres compositors. La col·laboració més notable va ser amb el seu company hongarès Miklós Rózsa, amb qui va treballar fins al 1961. També va escriure diverses òperes en què cal destacar la caracterització i l'orquestració, i peces orquestrals en un estil que li devien alguna cosa a Reger i Richard Strauss, incloent-hi el popular Caprici hongarès (1935) i concerts per a instruments com el cimbalom (1969) i l'acordió (1971)).
Tot i que es diu que les seves òperes estan fortament caracteritzades i hàbilment orquestrades, el seu estil compositiu va romandre dins del llenguatge romàntic tardà de Richard Strauss i Max Reger (va afirmar que va ocupar una posició "exactament entre La Traviata i Lulu)".

## Òperes
- Diana (1923)
- A holtak szigete (1928)
- Assessor (1928)
- X-mal Rembrandt (1930)
- El despertar de la bellesa dormint (1931)
- Asra (1936)
- Christoph Columbus (1939)
- La Verge i la Fata (24 d'octubre de 1964)
- La cadira màgica (1966)
- The Scarlet Mill (1968)
- Revisor (1971)
- Yehu, a Christmas Legend (1974)

## Orquestral
- Simfonia núm. 1, Romàntica (1922)
- Variacions sobre una cançó popular hongaresa (1927)
- Simfonia núm. 2, Sinfonia Tecnica (1931)
- Rondó per a Orquestra (1933)[3]
- Capritx Hongarès (1935)
- Simfonia núm. 3, Simfonia de Dansa (1936)[4]
- Rapsòdia de Csárdás (1940)
- Una Simfonia per a Nens (1941)[5]
- Divertiment per a Corda (1954)
- Elegia i Dansa (1954)
- Obertura de Festival (1963)
- Cinc Contrastos (1963)
- Concert per a trombó i orquestra (1966)
- Ària i Allegro (1967)
- Rapsòdia per a címbal i orquestra (1969)
- Estudis per a Orquestra (1969)
- Concert per a acordió (1973)
- Concert per a oboè (1975)

### Cambra
- Quintet per a piano (1933)
- Fantasia hongaresa (1939) per a violí i piano
- Suite per a instruments de metall (1961)
- Suite per a 8 violoncels (1966)
- Suite per a quintet de vent (1972)
- Berceuse per a violí i piano (1972)
- Quintet de metall (1973)

### Coral
- Cantata tècnica (1961)
- Scherzo domèstic (1961)
- Tríptic (1964)